# Martin Vahl
Martin Vahl (10. října 1749 Bergen – 24. prosince 1804 Kodaň) byl norský botanik a žák Linného. 

## Život
Vahl studoval v letech 1766 až 1774 v Bergenu, Kodani a Uppsale medicínu a botaniku. Mezi jeho vyučující patřil i Carl von Linné (1707–1778). V období 1779 až 1782 přednášel v kodaňské botanické zahradě. V roce 1786 se stal profesorem Society for Natural History v Kodani. Byl spolupracovníkem projektu Flora Danica. V letech 1801 až 1804 vyučoval botaniku na kodaňské univerzitě.
Je po něm pojmenován rostlinný rod Vahlia Thunb. z čeledi Vahliaceae.

## Dílo
- Symbolae botanicae, 1790–1794
- Icones illustrationi plantarum americanarum, 1798–1799
- Enumeratio plantarum, 1804–1805
- Eclogae americanae, 1796–1807